# Christopher Anstey
Christopher Anstey (Brinkley, 31 ottobre 1724 – Bath, 3 agosto 1805) è stato uno scrittore inglese.
Divenne celebre con il libro The new Bath guide (1766), poema sul deterioramento della società. Anstey fu lodato dal celebre scrittore horror Horace Walpole.